# Africada epiglotal sonora
A africada epiglotal sonora ( [ʡ͡ʢ] no AFI ) é uma consoante africada raríssima. Não foi relatado de acontecer foneticamente em nenhuma língua. É iniciada como uma parada epiglótica [ʡ] e liberada como uma fricativa epiglótica sonora [ʢ].

## Características
Características Características da africada epiglótica expressa:
- Sua forma de articulação é africada, o que significa que é produzida primeiro interrompendo totalmente o fluxo de ar, depois permitindo o fluxo de ar através de um canal restrito no local de articulação, causando turbulência.
- Seu local de articulação é epiglótico, o que significa que está articulado com as pregas ariepiglóticas contra a epiglote.
- Sua fonação é expressa, o que significa que as cordas vocais vibram durante a articulação.[1]
- É uma consoante oral, o que significa que o ar só pode escapar pela boca.[1]
- É uma consoante central, o que significa que é produzida direcionando o fluxo de ar ao longo do centro da língua, em vez de para os lados.
- O mecanismo da corrente de ar é pulmonar, o que significa que é articulado empurrando o ar apenas com os pulmões e o diafragma, como na maioria dos sons.[2]

## Ocorrência
| Língua | Língua           | Palavra | AFI      | Significado | Notas                                                                                            |
| ------ | ---------------- | ------- | -------- | ----------- | ------------------------------------------------------------------------------------------------ |
| Haida  | Dialeto Hydaburg |         |          |             | Pode ser uma parada [ʡ] vez disso.                                                               |
| Somali | Somali           | cad     | [ʡʢaʔ͡t]  | branco      | Pronunciado apenas como [ʡʢ] quando 'c' ocorre inicialmente, caso contrário, realizado como [ʡ]. |
| Amis   |                  |         | [rumɑʡ͡ʢ] | casa        |                                                                                                  |